# Trận San Patricio
Trận San Patricio là trận chiến diễn ra vào ngày 27 tháng 2 năm 1836, giữa Cộng hòa Mexico và phiến quân bang Texas của Mexico.

## Bối cảnh
Dưới thời tổng thống Antonio López de Santa Anna, chính phủ Mexico bắt đầu chuyển từ mô hình liên bang sang một chính phủ tập trung hơn. Các chính sách độc tài ngày càng gia tăng của Santa Anna, bao gồm cả việc hủy bỏ Hiến pháp năm 1824 vào đầu năm 1835, đã kích động những người liên bang trên toàn quốc nổi dậy. Quân đội Mexico đã nhanh chóng dập tắt các cuộc nổi dậy trong nội địa Mexico, bao gồm cả việc đàn áp tàn bạo các dân quân ở Oaxaca và Zacatecas. Tình trạng bất ổn vẫn tiếp diễn ở bang Coahuila y Tejas phía đông bắc Mexico. Khu vực giáp với Hoa Kỳ, được gọi là Texas, được tập trung chủ yếu bởi những người định cư nói tiếng Anh, được gọi là người Texas. Vào tháng 10, người dân Texas đã cầm vũ khí trong cuộc cách mạng được gọi là Cách mạng Texas. Tháng sau, người dân Texas tuyên bố mình là một phần của một quốc gia độc lập với Coahuila và tạo ra một chính phủ tiểu bang lâm thời dựa trên các nguyên tắc của Hiến pháp năm 1824. Đến cuối năm, tất cả quân đội Mexico đã bị trục xuất khỏi Texas.
Những người nổi dậy ở Mexico ủng hộ kế hoạch tấn công quân đội trung ương ở Matamoros. Các thành viên của Hội đồng chung, cơ quan quản lý lâm thời Texas, đã say mê với ý tưởng về Cuộc tấn công Matamoros. Họ hy vọng nó sẽ truyền cảm hứng cho các liên bang khác nổi dậy và khiến cho binh sĩ Mexico chán nản rời bỏ quân đội. Quan trọng nhất, nó sẽ di chuyển vùng chiến tranh ra bên ngoài Texas. Hội đồng đã chính thức phê duyệt kế hoạch vào ngày 25 tháng 12 và vào ngày 30 tháng 12, một chỉ huy của quân nổi loạn Frank W. Johnson, và trợ lý của ông James Grant đã lấy phần lớn quân đội nổi loạn và gần như tất cả các nhu yếu phẩm ở Goliad để chuẩn bị cho cuộc tấn công.
Quyết tâm dẹp tan cuộc nổi loạn, Santa Anna bắt đầu tập hợp một lực lượng lớn để lập lại trật tự; đến cuối năm 1835, quân đội của ông có số lượng 6,019 binh sĩ. Vào cuối tháng 12, theo lệnh của ông ta, Quốc hội đã thông qua Nghị định Tornel, tuyên bố rằng bất kỳ người nước ngoài nào chiến đấu chống lại quân đội Mexico "sẽ bị coi là cướp biển và bị xử lý như vậy, là công dân của quốc gia không có chiến tranh với Cộng hòa Mexico và chiến đấu dưới lá cờ không được công nhận ". Đầu thế kỷ XIX, những tên cướp biển bị bắt sẽ bị xử tử ngay lập tức. Do đó, nghị quyết đã cho phép quân đội Mexico không có tù nhân nào trong cuộc chiến chống lại phiến quân Texas. Santa Anna đã đích thân lãnh đạo phần lớn quân đội của mình vào nội địa tới San Antonio de Béxar và ra lệnh cho tướng Jose de Urrea lãnh đạo 550 binh sĩ dọc theo đường Atascocita về phía Goliad. Những nỗ lực của Urrea để dập tắt cuộc nổi loạn dọc theo Bờ Vịnh Texas đã được gọi là Chiến dịch Goliad.

## Trận chiến
Urrea đã hướng dẫn ba sĩ quan đến San Patricio mặc trang phục dân thường và cảnh báo những người sống trong trung tâm rằng quân đội Mexico đang tiếp cận. Trong một nỗ lực để giảm thương vong và thiệt hại tài sản, những người sống trong trung tâm được yêu cầu thể hiện lòng trung thành của họ bằng cách để một ngọn đèn lồng trên cửa sổ của họ. Người dân địa phương cũng cung cấp cho các sĩ quan thông tin chính xác về những tòa nhà chứa binh lính Texas. Urrea đã cử 30 người dưới quyền của Đại úy Rafael Pretalia đến trang trại của de la Garza để gây bất ngờ cho người dân Texas cắm trại ở đó. Vào lúc 3:30 sáng ngày 26 tháng 2, những người lính Mexico còn lại đã vào San Patricio.
Một nhóm người Texas đã đầu hàng ngay lập tức khi họ thức dậy và thấy mình bị quân đội Mexico bao vây. Khi một nhóm người Texas khác được yêu cầu đầu hàng, thay vào đó họ đã nổ súng, giết chết một sĩ quan Mexico và làm bị thương hai binh sĩ khác. Quyết tâm ngăn chặn nhiều thương vong hơn, những binh sĩ Mexico chuẩn bị đốt nhà để buộc người Texas ra ngoài. Tại thời điểm này, một số người Texas hét lên rằng họ đã đầu hàng. Khi họ rời khỏi nhà, họ đã bị bắn hoặc bị đâm.
Tình cờ, Johnson và ba cấp dưới của mình, trung úy Daniel Toler và trung sĩ Love và Miller, vẫn còn thức và thảo luận về chiến thuật. Quân đội Mexico đã được thông báo rằng ngôi nhà nơi Johnson đóng quân là một trong những mục tiêu của họ, nhưng một ngọn đèn lồng đốt ngoài cửa sổ, báo hiệu nhầm rằng đây là nhà của một người trung thành. Hết sức thận trọng, một nhóm quân lính gõ cửa. Trước khi phiến quân Texas có thể mở cửa, họ đã nghe thấy tiếng súng từ quảng trường thị trấn. Toler nhìn ra cửa sổ và thấy quân đội mặc đồng phục ở hiên nhà. Không mở cửa, anh nói nhỏ với những phiến quân Texas. Và bằng tiếng Tây Ban Nha, anh trả lời với các binh lính Mexico bên ngoài rằng không có phiến quân nào trong nhà, nhưng anh sẽ mở cửa trong giây lát. Cuộc giao tranh di chuyển vào đường phố, và những người lính Mexico đang canh giữ cửa sau của ngôi nhà vội vã chạy ra phía trước. Johnson, Toler, Love và Miller lao ra cửa sau và trốn thoát.
Tại trang trại de la Garza, người Texas đã thay phiên nhau đứng canh gác. Trong cái lạnh, tất cả các nhà tù đã ngủ. Những người lính của Pretalia đã nổ súng vào những người đàn ông đang ngủ, làm hai người Texas bị thương. Trong cuộc chiến sau đó, bốn người Texas đã chết, tám người đàn ông (ba người Mỹ và năm người Tejanos, người dân tộc thiểu số Mexico) đã bị bắt làm tù binh và một số người đã trốn thoát.
Cuộc chiến đấu kết thúc trong vòng mười lăm phút.